# San Roque
San Roque és un municipi de la província de Cadis, a Andalusia, Espanya. Està format pels nuclis de:
- San Roque casco
- Campamento
- Puente Mayorga
- Guadarranque
- Taraguillas
- La Estación
- San Diego
- Guadiaro
- San Enrique
- Torreguadiaro
- La Colonia (actualment no habitada)